# Brock Wright
Brock Wright (Cypress, 27 novembre 1998) è un giocatore di football americano statunitense che milita nel ruolo di tight end per i Detroit Lions della National Football League (NFL).

## Carriera
Dopo non essere stato scelto nel Draft, il 1º maggio 2021, Wright firmò con i Detroit Lions. Il 23 ottobre 2021 fu attivato dalla squadra di allenamento per la gara della settimana 7 contro i Los Angeles Rams. L’8 novembre firmò con il roster attivo. Il 5 dicembre segnò il suo primo touchdown contro i Minnesota Vikings su un passaggio da 23 yard di Jared Goff.
Il 18 dicembre 2022, nella settimana 15 contro i New York Jets, Wright segnò il touchdown del sorpasso su un passaggio da 51 yard di Goff a un minuto e 49 secondi dal termine. I Lions vinsero per 20-17. La sua stagione si chiuse con un nuovo primato personale di 4 touchdown.